# Liberty Heights
Liberty Heights är en amerikansk långfilm från 1999 i regi av Barry Levinson, med Adrien Brody, Ben Foster, Orlando Jones och Bebe Neuwirth i rollerna.

## Handling
Familjen Kurtzman är en judisk familj som bor i Baltimore 1954. Skolorna har just integrerats och sonen Ben träffar en ung svart tjej han blir intresserad av.

## Rollista
| Adrien Brody        | – Van Kurtzman              |
| Ben Foster          | – Ben Kurtzman              |
| Orlando Jones       | – Little Melvin             |
| Bebe Neuwirth       | – Ada Kurtzman              |
| Joe Mantegna        | – Nate Kurtzman             |
| Rebekah Johnson     | – Sylvia                    |
| David Krumholtz     | – Yussel                    |
| Richard Kline       | – Charlie, Nate's Assistant |
| Vincent Guastaferro | – Pete, Nate's Assistant    |
| Justin Chambers     | – Trey Tobelseted           |
| Carolyn Murphy      | – Dubbie the Blonde         |
| James Pickens Jr.   | – Sylvia's Father           |
| Frania Rubinek      | – Grandma Rose              |
| Anthony Anderson    | – Scribbles                 |
| Kiersten Warren     | – Annie the Stripper        |